# Деказвил
Деказвил (фр. Decazeville) насеље је и општина у јужној Француској у региону Миди Пирене, у департману Аверон која припада префектури Вилфранш де Руерг.
По подацима из 2011. године у општини је живело 5917 становника, а густина насељености је износила 426,3 становника/km². Општина се простире на површини од 13,88 km². Налази се на средњој надморској висини од 225 метара (максималној 454 m, а минималној 163 m).

## Демографија
| 1962. | 1968.  | 1975.  | 1982. | 1990. | 1999. | 2011. |
| ----- | ------ | ------ | ----- | ----- | ----- | ----- |
| 9.209 | 10.532 | 10.231 | 8.804 | 7.754 | 6.805 | 5.917 |